# 野田阪神

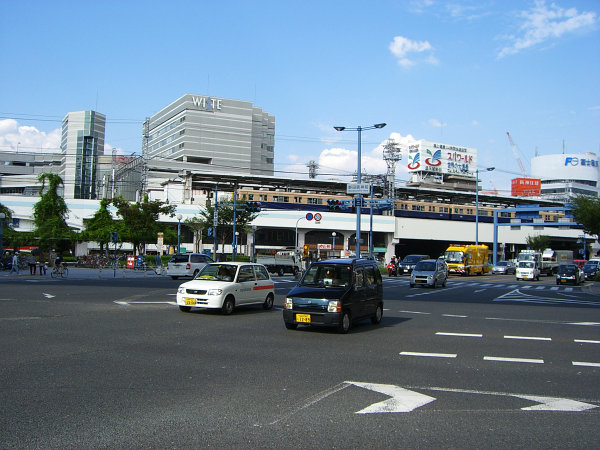
野田阪神前交差点

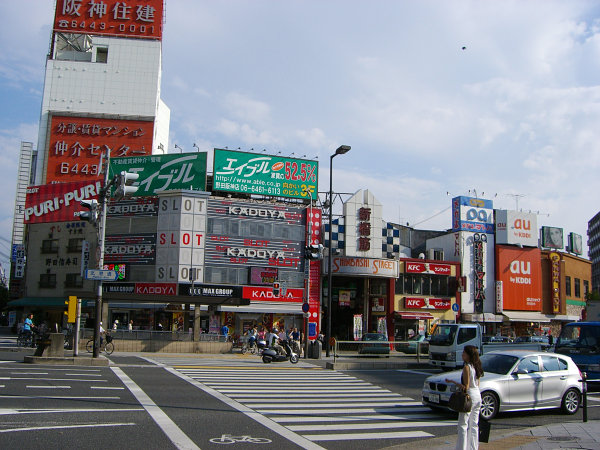
野田阪神前交差点（別角度から）

野田阪神（のだはんしん）は、大阪府大阪市福島区の地域名。阪神本線の野田駅周辺を指す。

## 概要
阪神野田駅前に大阪市電が延伸された際、既に西成鉄道（現在のJR大阪環状線）野田駅が存在し、ここを通る大阪市電16系統や17系統の停留所名が『野田駅前』であったことから、それらと区別する為に『野田阪神前』と改称された。それが地元民に浸透し、当駅周辺の施設や交差点の名称として広く用いられるようになった。
阪神野田駅は藤（野田藤）で名高い旧・野田村の北端に位置しており、駅北側は海老江や浦江といった旧・鷺洲町域になるが、藤にちなんだウイステという名称のショッピングセンターが駅北側にある。また、隣接して阪神電鉄の本社ビルも立地している。
国道2号・大阪臨海線・北港通・新なにわ筋などが交差する交通の要衝で、付近には福島区役所も立地している。阪神野田駅の南側に野田阪神東・同前・同北と3つの交差点があり、なかでも野田阪神前交差点は交通事故の多発する危険な場所として知られる。なお、国道2号の当地を含む区間は阪神国道の名称で敷設された道路であり、鉄道名のみならず道路名も表している。野田阪神前交差点からは東方面が梅田新道・京都方面、南方面が堺・芦原橋・阿波座方面、北西方面が尼崎・豊中方面、西方面が桜島・国道43号・ユニバーサルシティ方面となる。

## 名前に「野田阪神」が含まれる施設
- 野田阪神駅（Osaka Metro千日前線）
- イオンスタイル野田阪神（ウイステ核テナント）
- 野田阪神前バス停留所（野田駅 (阪神)#バス路線を参照）
- 野田阪神東交差点（国道2号）
- 野田阪神前交差点（国道2号・大阪臨海線・北港通・新なにわ筋）
- 野田阪神北交差点（国道2号）
- 野田阪神機械工具街（阪神本線高架下）
- 関西アーバン銀行（現・関西みらい銀行）野田阪神支店　※さくら銀行 阪神野田支店跡地にオープンした。

※ 阪神野田駅および地下鉄野田阪神駅と近接するJR東西線の海老江駅は、計画段階での仮称が野田阪神駅だった。